# Guerrilla War
Pour les articles homonymes, voir Guevara.
Guerrilla War (Guevara au Japon) est un jeu d'arcade développé et édité par SNK, sorti en mars 1988 sur borne d'arcade (sur le système Psycho Soldier). C'est un shoot them up du style run and gun,,,.

## Synopsis
Guerrilla War suit les aventures de deux commandos révolutionnaires inconnus combattant dans une île des Caraïbes afin de la libérer du joug d'un cruel dictateur. Les joueurs anéantissent des hordes d'ennemis et libèrent des otages.
Guerrilla War possède la distinction d'être le seul jeu vidéo lancé commercialement dépeignant les exploits de révolutionnaires marxistes, basé sur les exploits de Che Guevara qui a contribué à abattre la dictature de Fulgencio Batista à Cuba en 1959.  Le nom original du jeu au Japon était Guevara. Le deuxième joueur contrôlait Fidel Castro. Cependant craignant des sentiments anti-communistes en occident, SNK fit une localisation des dialogues du jeu et des manuels d'instruction pour l'Amérique du Nord et l'Europe. La version Guevara commercialisée au Japon est très recherchée par les collectionneurs de jeux vidéo.

## Portage
Ordinateur
Amstrad CPC (1988)
- ZX Spectrum (1989)
- Commodore 64 (1989)
- Amiga (1989)
- Atari ST (1989)

Console
- Famicom (1989)